# Прапор Хотина
Пра́пор Хотина́ затверджено 21 березня 1996 року рішенням Хотинської міської ради. Автором прапора є Володимир Денисов.

## Опис прапора
Прапор являє собою квадратне полотнище.
На червоному полі зображена біла фортеця з двома баштами та бунчуками на них. Над фортецею розташовані дві схрещені шаблі з хрестом над ними.
Прапор з чотирьох сторін має синю лиштву шириною 1/10 від ширини стяга.

## Символіка елементів
- Червоне поле: символізує мужність та героїзм мешканців міста.
- Біла фортеця: уособлює Хотинську фортецю — історичну пам'ятку та символ міста.
- Бунчуки на баштах: відображають військову славу та традиції оборони міста.
- Схрещені шаблі з хрестом: символізують боротьбу за віру та незалежність.
- Синя лиштва: уособлює річку Дністер, на березі якої розташований Хотин.

## Альтернативні прапори

чорно-білий варіант прапора Хотина

Існує чорно-білий варіант прапора Хотина, який є неофіційним і використовується переважно як приклад стилізації. 
Цей прапор не має офіційного статусу та слугує сувенірною версією або адаптацією для монохромного друку.

### Декоративний
На ресурсі zname.com.ua представлений декоративний, неофіційний варіант прапора Хотина. Він зберігає основні композиційні елементи (фортеця, хрест, шаблі та синя кайма), але виконаний у більш деталізованому та графічно опрацьованому стилі.
Цей дизайн існує вже кілька років і доступний для замовлення у вигляді тканинних прапорів, однак не має офіційного статусу.

Декоративний прапор Хотина

## Використання

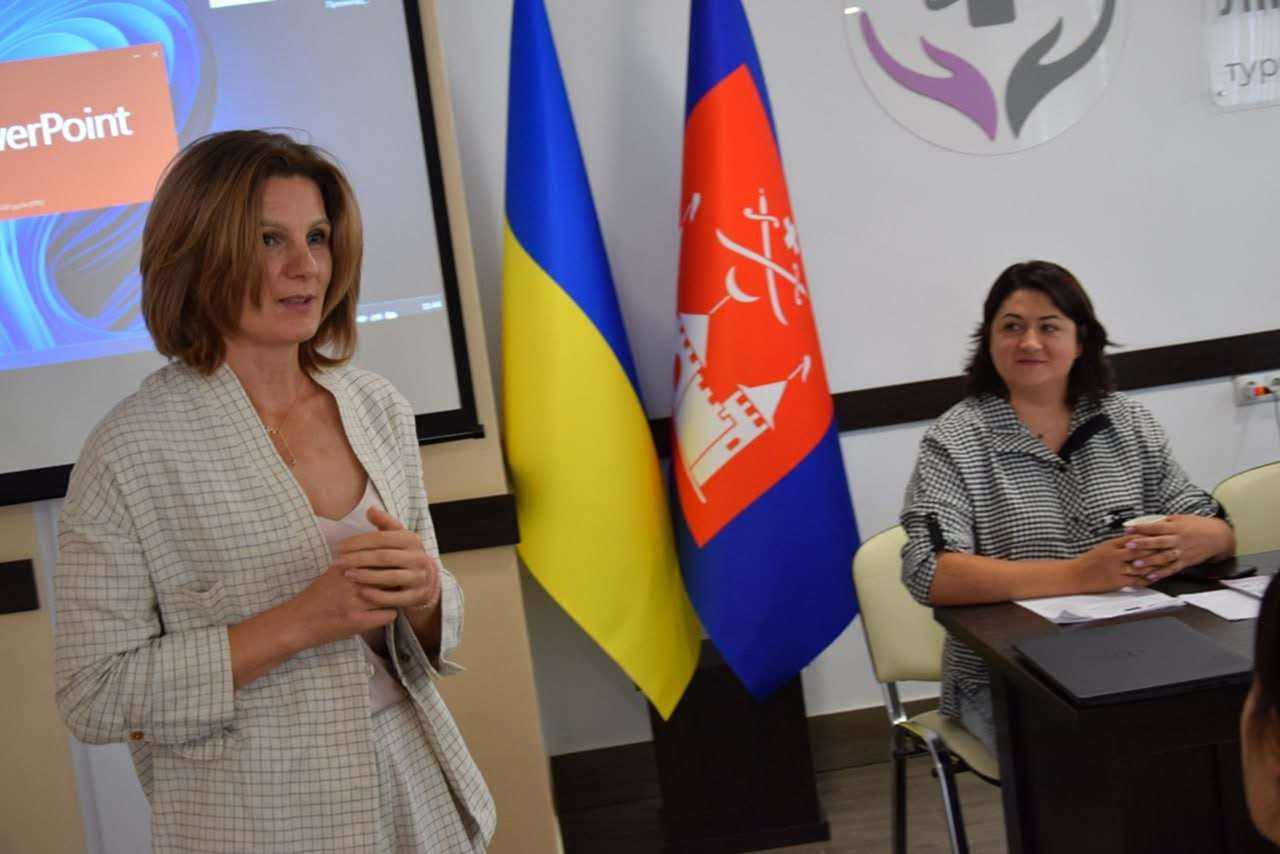
Мотиваційна зустріч у Хотині

Офіційний прапор Хотина використовується під час урочистостей, державних та міських заходів, а також як символ міста в офіційній документації.